# Árpádsáv

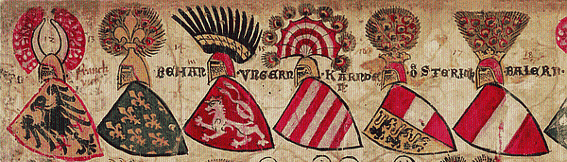
Árpádsáv a magyar király címerpajzsán a Züricher Wappenrolle pergamenlapon. Az egyik legfontosabb középkori címertekercsen, amely 1335 és 1345 közt jött létre

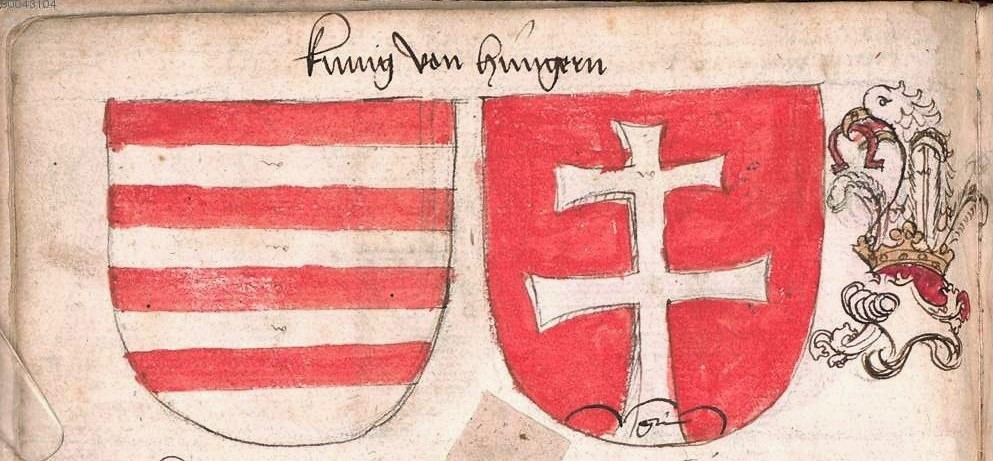
Armorial Bellenville címerkönyv, a magyar király címerei I. Lajos magyar király korából (1380)

Az árpádsávok a kései Árpád-háziak által használt, vörössel és ezüsttel (általában) hétszer vágott pajzsmező sávjai. Zászlón először az 1270-es években fordul elő bizonyíthatóan. A motívum, amely az Árpád-kor utolsó évszázadában jelent meg az addig vörös színt használó Árpád-ház címerében, később a magyar címer részévé vált.
Az Árpád-háziak vörös-fehér sávjai több magyarországi település zászlajában is jelen vannak; a települések zászlóiban a sávok száma változó. Az árpádsávos szimbólum több állami – főként katonai és rendvédelmi – szervezet címerének alkotóeleme (például Alkotmányvédelmi Hivatal). Az Árpád-család, illetve II. Rákóczi Ferenc lovasságának sávos, álló téglalap alakú zászlói az egyes protokolláris eseményekben szereplő magyar történelmi zászlósor tagjai. E történelmi lobogókat csak a köznyelv nevezi „árpádsávos zászlónak”, ugyanezzel a kifejezéssel jelölve azt a rendszerváltás után a nemzeti radikális oldal szimbólumaként felbukkant, fekvő alakú, nyolcsávos zászlót is, melynek használatáról, jelentéséről heves viták folynak.

## Elnevezése
Az „árpádsáv” elnevezés az Árpád-ház 18. században megalkotott fogalmán alapul. Magyarországon – hasonlóan más európai államokhoz – az első uralkodóház, az Árpád-ház címer elemei váltak az államcímer állandó elemeivé. A XIV. század második felében megjelent a magyar országcímer fogalma, addig az uralkodó családi címerét használták, a korabeli szokásnak megfelelően. Az ország címerének két letisztult forma adta az alapmotívumait, a kései Árpád-ház vágásos családi címere, illetőleg a kettős kereszt. A hétszer vágott (nyolc sávra osztott) vörös-ezüst sávos (pajzs)mező, melyet indokolatlanul hívnak árpádsávosnak, sem magához Árpád fejedelemhez, sem az Imre király (1196–1204) korát megelőző Árpád-háziakhoz nem kötődik.

## Története

### Középkor
Szent István első király (uralk. 1000–1038) pénzein föltűnik egy sávozott zászló, méghozzá egy „királyi lándzsa” (LANCEA REGIS) körfelirattal. Ez a korábban a királykoronázáskor használt lándzsára utal, amelyen egy vízszintesen sávozott zászló található, nincs azonban bizonyíték arra, hogy ez színeiben „árpádsávos” lenne.

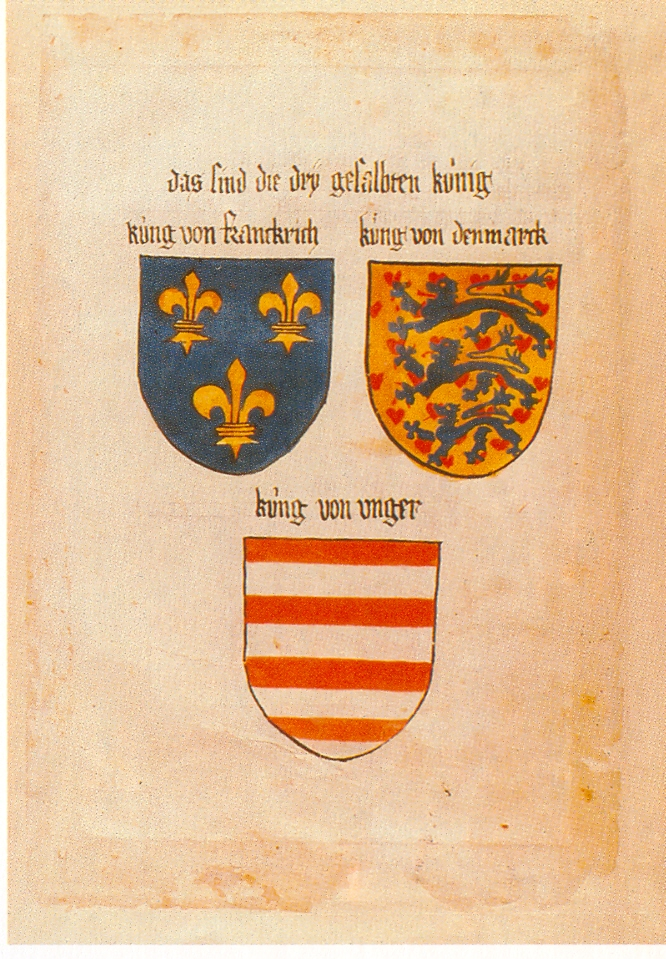
A magyar király (king von unger) címere az Ingemar Codex egy lapján (1459)

Imre király címere kilenc oroszlánnal

Az Anjou-házi magyar királyok címere

Az árpádsávok a legelterjedtebb történettudományi feltevés szerint ibériai mintát követnek: eszerint Imre király (1196–1204) a vízszintes vörös-ezüst sávokat felesége, Aragóniai Konstancia függőleges osztású vörös-arany pajzsmezőjének magyar párjaként választotta.
A vörös-ezüst sávozott pajzsmező először az ő egyik 1202. évi oklevelének arany függőpecsétjén (bulláján), a hátlapon szerepel. A vágásokban hét lépő oroszlán, középen pedig egy-egy apró pajzs is van. Hétszer vágott pajzs látható hét oroszlánnal II. András király aranypecsétjén (bulláján) és az 1220-as években használt kettős viaszpecsétjén is. Utolsó, 1235. évi kettős pecsétje is hétszer vágott, kilenc oroszlánnal. A sávozott címer II. András halála után és az Árpád-kor vége felé mint uralkodói jelkép háttérbe szorult. Egyre inkább a királyi családhoz tartozó, de nem uralkodó hercegek pecsétjein, zászlain fordult elő.
A vágásos címer a 13. században csak rövid ideig volt használatos, IV. Béla (1235–1270) pénzein újra a kettőskeresztes címerpajzs tűnik fel. „A 13. század második felétől a vörössel és ezüsttel hétszer vágott mező lehetett az Árpád-ház családi címere – szemben a királyi hatalmat jelképező kettős kereszttel. 1235 után a pecsétjükön, zászlajukon sávozott mezőt szerepeltető királyi hercegek, ha trónra léptek, addigi címerüket felcserélték a kettőskeresztessel.”
Először az 1270-es évekből, V. István korából van bizonyíték arra, hogy zászlón is szerepeltek az árpádsávok.
Az Árpád-ház kihalása után az Anjou-házbeli királyok a jogfolytonosság és a – leányági – Árpád-házi örökösödés hangsúlyozására hasított címerpajzson egyesítették liliomos jelképüket a sávossal.
Kassa címeradományánál Nagy Lajos a saját címerét vette alapul. Egyes vélemények szerint az alábbi leíráson hasított pajzsot kell érteni, melynek jobboldali mezője vörössel és ezüsttel hétszer vágott, a baloldali kék mező aranyliliomokkal van bevetve:
„Nos, Lodovicus Dei Gratia Rex Hungarie memorie commendantes tenore presentium significamus, quibus expedit, universis. Quod nos comodose utilitati fidelium Civium et hospitum nostrorum de Cassa regia liberalitate invigilare cupientes, et eosdem gretiarum donis gliscantes ampliare, ad devotam et humilem ipsorum supplicationem, eisdem Civibus nostris de Cassa annuimus ex gratia speciali, ut iidem amodo in sigillo ipsius Civitatis secreto et missivo, ac vexillo, formam Clipei de Signo nostro Regio extortam, desuper videlicet unum tractum seu linram flavei coloris, tribus imaginibus liliorum compaginatum, et de subtus quaturou lineas rufas et totidem albas, lateraliter habentis in perpetuum gestare valeant atque possint. Harum sub nostro sigillo secreto testimonio litterarum, quas in formam nostri privilegii sub magno nostro sigillo, pro ipsis Civibus redigi faciemus dum nobis fuerint reportate. Datum in Diiosgewr feria secunda proxima ante festum Ascensionis Domini, Anno eiusdem millesimo trecentesimo sexagesimo nono."
„Mi Lajos, Isten kegyelméből Magyarország királya, ezen oklevelünkkel tudtára adjuk mindenkinek, akit illet, hogy királyi kegyünk által, tekintettel hű kassai polgáraink és vendégeink hasznára, azt akarván, hogy ugyanezek felemelkedjenek a kegyelem ajándékai által, alázatos folyamodványukra személyes jóindulatunkból engedélyeztük ugyanezen kassai polgáraink részére, hogy ettől fogva városuk titkos és nyilvános pecsétjén és zászlóján joguk legyen és örökké használhassák a királyi címerünkből kivett pajzsformát, melyben felül kék színű sáv három liliom ábrájával húzódik, és oldalt lentről négy vörös és ugyanannyi fehér vonal. Titkos pecsétünk alatt ezen oklevél igazolására, kiváltság formájában fogjuk kiadni ugyanazon polgáraink hasznára nagypecsétünk alatt, amennyiben ezt elénk fogják terjeszteni. Kelt Diósgyőrben, az Úr mennybemenetele előtt két nappal 1369. [május 7.]"
A Képes krónika két iniciáléjában Szent István, illetve III. Béla látható az árpádsávokkal. Szent Istvánnak az öltözékét díszíti vörös-fehér sávozás, III. Béla pedig a klasszikus középkori álló téglalap (banner) formában és farkincával ábrázolt vörös-fehér sávos zászlót tart a kezében. A krónika azonban az Árpád-kornál jóval később, a 14. század közepén készült.

A Fekete sereg zászlaja
A fecskefarkú zászló a Corvinák egyikében, a Philostratus krónikában fennmaradt miniatúra alapján készült, amely Mátyás fiának Corvin Jánosnak 1485-ös bécsi bevonulását ábrázolja. A zászlón a fekete szín valójában fehér (ezüst), de a képen az ezüst festék oxidálódott. A rekonstrukción a megtévesztő színezés látható

Árpádsávokat is tartalmazó zászlót használt a fekete sereg, Mátyás király állandó zsoldoshadseregének magja is.
Werbőczy 1514-es Hármaskönyvének (Tripartitum) allegorikus magyarázata szerint a sávozás „a négy ezüstös folyót” (Duna, Tisza, Száva, Dráva) jelképezi.

### Rákóczi lovassági zászlaja
II. Rákóczi Ferenc lovassági zászlajaként jelent meg ismét az árpádsávos zászlók egyik változata. Az álló téglalap alakú zászlón 7 vízszintes sáv volt, 4 vörös és 3 fehér, a vörös mezőkben a „Iustam causam Deus non derelinquet” (Isten az igaz ügyet nem hagyja el) felirattal. Ez a zászló is tagja a magyar történelmi zászlósornak.

### A sávok számának 19. századi meghatározása
A sávok száma koronként különböző volt (7 és 12 között változott). Egészen a 19. század végéig nem volt szabványosítva, akkor döntöttek a heraldikusok a vörössel kezdődő, vörössel és ezüsttel hétszer vágott mező mellett.
1896-tól meghatározták Magyarország állami kiscímerét: "jobbról vörössel és ezüsttel hétszer vágott mező, balról vörös mezőben, zöld hármas halom – ez utóbbi arany levélkoronás, kiemelkedő középső részén ezüst, talpas kettős kereszt áll".
Báró Bánffy Dezső miniszterelnök 3755/1895.M.E. számú rendelete: "Magyarország és a magyar birodalmat alkotó egyes országok címereinek tartalmát és alakját ezredévi történelmi fejlődés alapján sok századnak törvényes gyakorlata állapította meg. A gyakorlati alkalmazásban azonban, különösen az újabb időkben, az ország címere úgy egyes elemeinek ábrázolása, mint azoknak összetétele tekintetében a legkülönbözőbb módon hibásan rajzoltatott, aminek következtében az ország címerének helyes rajzára nézve egészen ingadozó felfogás és bizonytalanság kezdett uralkodni… Minthogy pedig nagyon kívánatos, hogy az ország címerének helyes ábrázolására nézve tapasztalható bizonytalanság megszűnjék és a közéletben is az ország címere helyesen és hibátlanul ábrázoltassék, még az előbbi kormány minisztertanácsi végzéssel elhatározta, hogy az ország címerének helyes leírása és rajza közzététessék. E minisztertanácsi határozat foganatosításaképpen, addig is, míg a törvényhozás e részben intézkednék: Magyarország külön címerének, valamint a magyar korona országai egyesített címerének az említett tudományos vizsgálat alapján meghatározott helyes leírását és rajzát, e címereknek úgy a hivatalos, mint az 1883: XVIII. t.cz. alapján engedélyezett, magánosok általi használatnál ilyképen való ábrázolása végett ezennel közzéteszem, a mint következik:… – B. Bánffy s.k. m. kir. miniszterelnök."

### A nyilasok zászlaja és a kisajátított ősi magyar színek
Rákóczi kora után a magyar címeren kívül, a hétszer vágott mező vörös-ezüst színű Árpád-házi sávos motívumát, a Nyilaskeresztes Párt – Hungarista Mozgalom használta fel először, a politikai mozgalom és párt jelképein a második világháború évei alatt. Több változatot követően rendszeresítették az 1939-ben megtervezett pártzászlót, melynek a zászlórúd felőli végén volt a vörös alapon fehér négyszögben elhelyezett nyilaskereszt, a zászló kívülre eső felén pedig az árpádsávos rész, amely öt vörös és négy fehér sávból állt. Ugyanígy sávozott karszalagjuknak a közepén volt elhelyezve a „H” betűvel ékesített zöld nyilaskereszt.

Nyilas zászló sávokkal, H betűvel

A sávok jelentése: „az új típusú árpádsáv a mozgalom szándéka szerint megújítandó magyarság öt – egymást feltételező – társadalmi csoportját (a nemzettartó paraszt, a nemzetépítő munkás, a nemzetvezető értelmiség, a nemzetmegtartó nő-gyermek-ifjúság, a nemzetvédő fegyveres erők) jelképezte (öt vörös sáv), amelyet a hungarizmus erkölcsi (kereszténység), szellemi (nacionalizmus) és anyagi (szocializmus) alapjai, valamint a magyar nemzetet és a Kárpát-Duna Nagyhazát alkotó népszemélyiségeket (magyarság, szlovákság, ruszinság, románság, németség, szerbség) összefogó konnacionalizmus tartanak össze (négy fehér sáv)”.
A Nyilaskeresztes Párt tervei között szerepelt a nemzeti trikolór mellé kiteendő árpádsávos „régi magyar nemzeti zászló” rendszeresítése, de erre már nem került sor.
A Hungarista Mozgalom itt ismertetett jelképe önkényuralmi jelképnek minősül Magyarországon, mivel nyilaskeresztet tartalmaz, és a használata néhány külön szabályzott eset kivételével tiltott.

### A szocialista rendszerben
A Magyar Posta 1981-ben a történelmi zászlókról kiadott bélyegsorozat első tagjaként az Árpád-háziak zászlaját ábrázoló, 40 filléres címletű bélyeget jelentette meg.
1985. április 4-én, a Magyarország "felszabadításának" 40. évfordulója alkalmából rendezett díszszemlén az erre az alkalomra elkészíttetett történelmi zászlósorban ott volt az Árpád-házi királyok családi zászlaja is.

### A rendszerváltás után
Az árpádsávos zászló rendszerváltás utáni első ismert nyilvános előfordulása 1991-ben, a bánhidai Turul-szobor újraavatásán volt, ahol az ünnepségtől távol tartott bőrfejűek lengették, majd 1992. október 23-án, a Kossuth téren zajló megemlékezésen bukkant fel, ahol Göncz Árpád akkori államfő nem tudta beszédét elmondani, mivel többen kifütyülték.
Különböző vörös-fehér sávos zászlókat (változó számú sávokkal) eleinte szélsőjobboldali és radikális jobboldali csoportosulások használtak. A kilencvenes évek elején neonáci (a Szabó Albert vezette Magyar Népjóléti Szövetség – MNSZ és a Győrkös István vezette Magyar Nemzeti Arcvonal – MNA) és posztnyilas szervezetek (a Magyar Jövő Csoport, illetve a Vér és Becsület Kulturális Egyesület – VBKE) alkalmazták jelképként az árpádsávot. A zászló rendszeresen feltűnt a Magyar Igazság és Élet Pártjának (MIÉP) rendezvényein, nagygyűlésein. 2002-től, a MIÉP parlamentből való kiszorulása után, a polgári körös tömegrendezvények rendszeressé válásától a legnagyobb jobboldali párt, a Fidesz támogatói között is terjedni kezdett a használata.
Az 1990-ben megalakult Nemzetbiztonsági Hivatal (NBH) jelképe egy babérkoszorúval és nemzetiszín szalaggal díszített koronás címert hordozó sast ábrázolt, amelyet 2001-ben lecseréltek egy árpádsávos címerpajzsot hordozó turulra. A pajzs 4 piros és négy fehér, enyhén ívelt sávot tartalmaz.
A 2005-ben bírósági döntéssel feloszlatott Vér és Becsület Kulturális Egyesület által szervezett „Becsület napja” rendezvényein is árpádsávos zászlókat használtak, melyeken 4 vörös és 3 fehér csík van. A német és magyar csapatoknak a budai várból 1945. február 11-én kezdődött kitörési kísérletére emlékező rendezvényeken többségükben magyar és külföldi neonácik képviseltették magukat. A Magyar Nemzeti Arcvonal évente megtartott „Solymosi Eszter Emléknapján” ugyancsak árpádsávos zászlókat használ.
A rendőrség arra hivatkozva, hogy tiltott önkényuralmi jelkép, több tüntetésen elkobozta a zászlókat, amelyeket később vissza kellett szolgáltatnia, mivel bebizonyosodott, hogy a használata nem tiltott.

## Használata
Jelenleg minden nagyobb jobboldali rendezvényen megtalálható. Orbán Viktor, a Fidesz elnöke szerint a tüntetéseken használt zászló „egy önkényuralmi jelképtől megszabadított történelmi zászló”.

## Viták a tüntetéseken használt zászlóról

Mai árpádsávos zászló 8 sávval

Egyes pártok elutasítják a tüntetéseken látható árpádsávos zászló használatát, MSZP-s politikusok a betiltását is felvetették. Zászlószakértők abban egyetértenek, hogy ez a változat sem az Árpád-család, sem a nyilasok zászlajával nem azonos. Van köztük, aki úgy véli, „a többség a Magyarország nagysága utáni nosztalgiából tüntet ilyen zászlóval”.
Baloldali, liberális politikusok, történészek gyakran érvelnek azzal, hogy ez az árpádsávos zászló a nyilaskeresztes mozgalom jelképévé vált, s sokakban idézi fel a nyilas vészkorszak emlékeit. Gerő András történész szerint „baj van az árpádsávos zászlóval, mert 1848-ban a 21-es törvénycikk rendelkezett arról, hogy a magyar nemzeti lobogó színe piros-fehér-zöld legyen […] A piros-fehér-zöldhöz képest ellenkultúrát kívánt megjeleníteni a szélsőjobb a múlt század közepén. A nyilasok pedig az árpádsávos zászlót nyilaskereszttel egészítették ki”; Ungváry Krisztián történész szerint „Az árpádsávos zászlók alatt ebben az országban ocsmányságok történtek, normális párt nem használja és nem tűri meg”. Orbán Éva szerint "A vita olyan zászlóról folyik [ti. a nyilaskereszttel középen ellátott árpádsávos zászló], ami nincs”, mivel nem az árpádsávos zászlóra tettek nyilaskeresztet, hanem a nyilaskeresztes zászlóra árpádsávot.
A jobboldali politikusok és történészek rendszerint elutasítják a tüntetéseken használt árpádsávos zászló és a hungarizmus kapcsolatba hozását, az árpádsávos zászló elleni támadásokat nem ritkán az egész magyar nemzet vagy a magyar történelmi múlt elleni támadásként értékelik, vagy baloldali politikusok közbeszéd-tematizációs kísérleteként. 2006. december 11-én a Jobbik Magyarországért Mozgalom elnöksége a párt hivatalos színévé választotta a piros-fehér sávokat és országszerte demonstrációkat szervezett, továbbá honlapot indított „a zászlóval kapcsolatos felvilágosítás céljából”, mivel szerintük az árpádsávos zászló sohasem volt nyilas szimbólum, de ha lett volna is, szélsőséges mozgalmak általi kisajátítása nem indokolja nemzeti szimbólumként való használatának elhagyását.
2007. szeptember 10-én Sólyom László államfő a Parlament őszi ülésszakának megnyitóján azt a kérést tette közzé, hogy a holokauszt túlélőiben az árpádsávos zászló által keltett félelemérzetre való tekintettel a tüntetők mellőzzék annak használatát. Sokak véleménye szerint[forrás?] azonban hiba hagyni, hogy egyesek vélt vagy valós sérelmeibe, politikai játszmáiba belekeverjék a magyarság történelmi örökségét képező ezeréves szimbólumait.

## Galéria

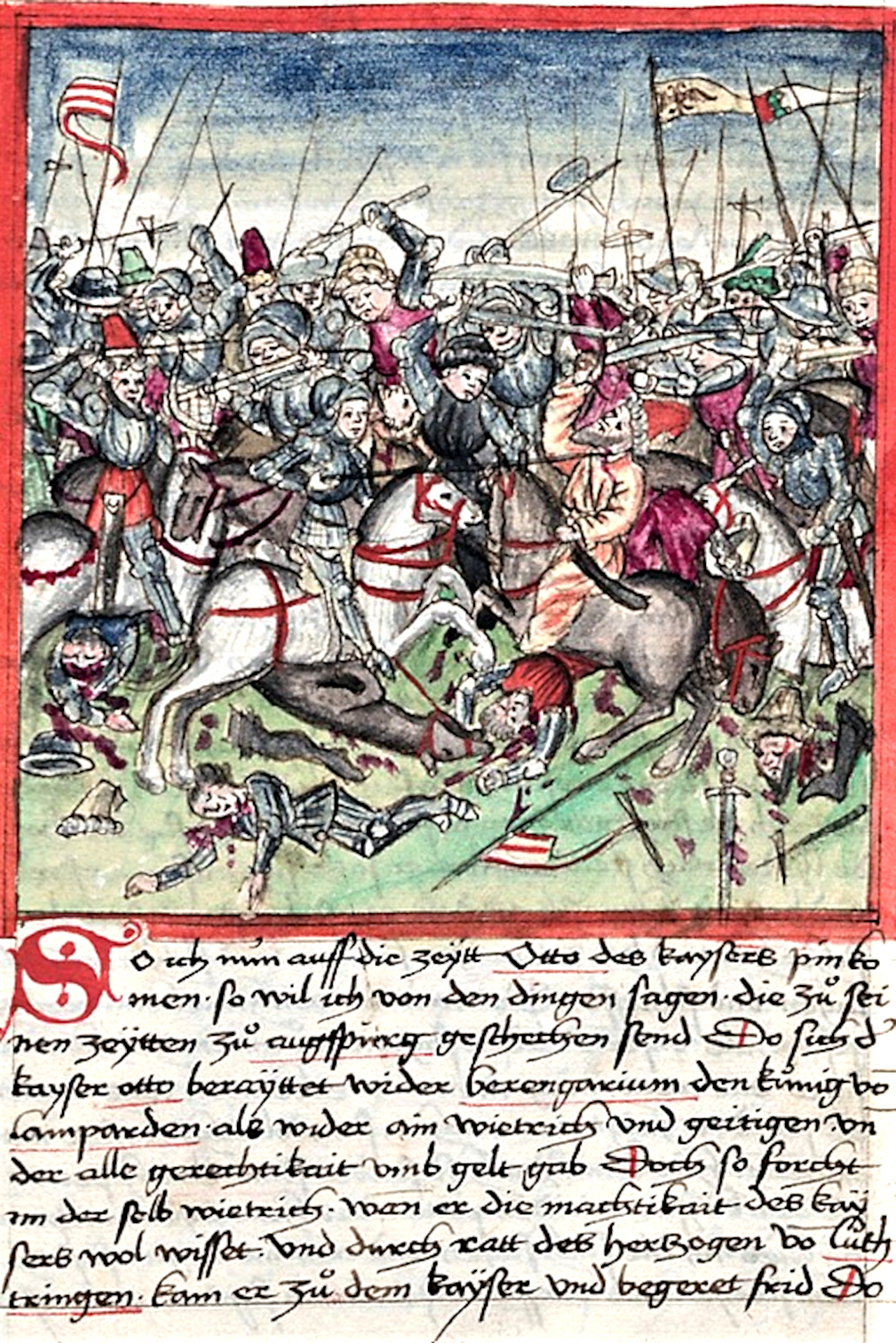
Az augsburgi csata Hektor Mülich 1457-es illusztrációján, Sigmund Meisterlin Nürnberg város történetét leíró munkájában.
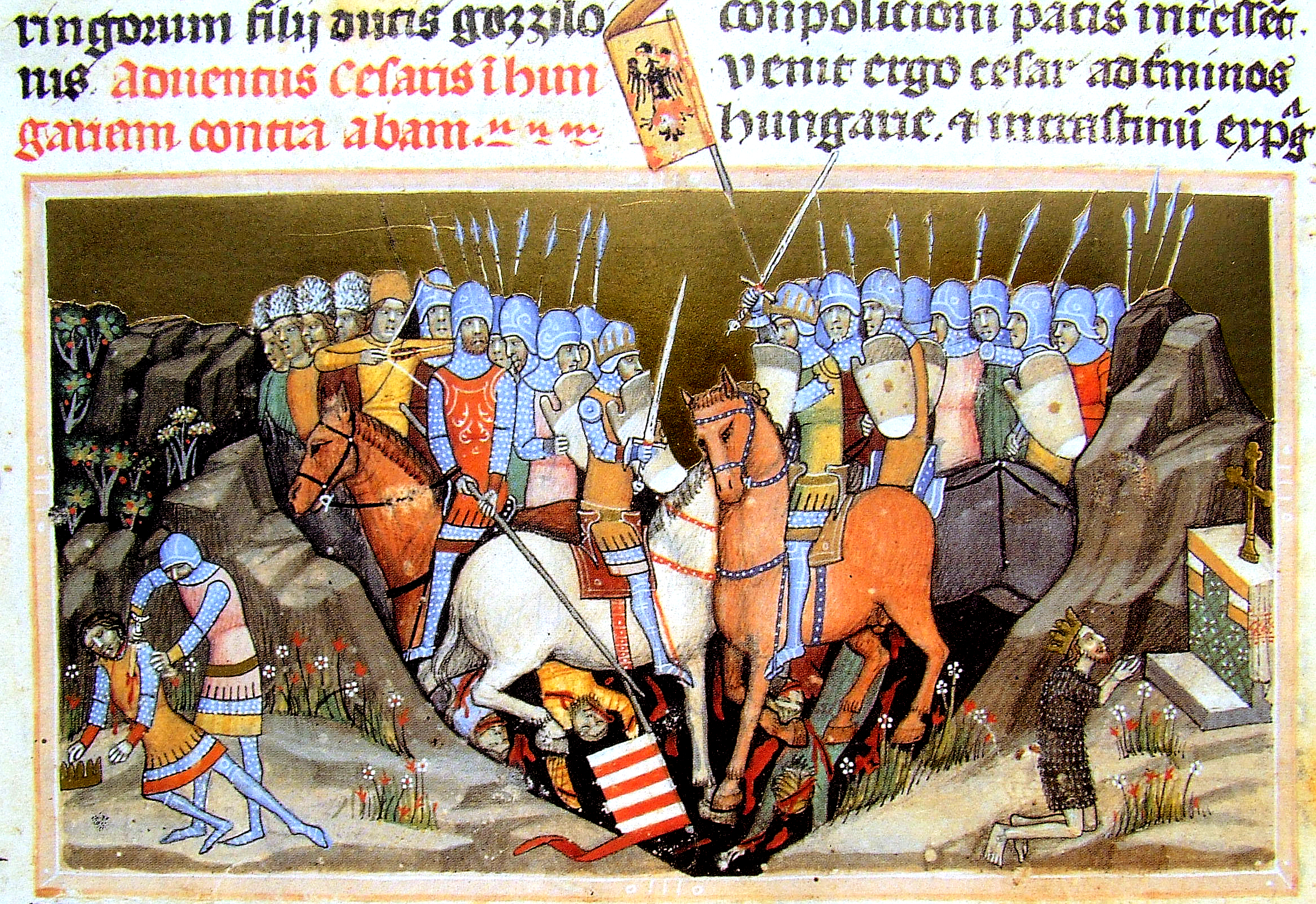
A ménfői csata. Miniatúra a Képes krónikában (1358)
Az Árpád-házi királyi család hétszer vágott címerpajzsa
Az Árpád-házi királyi család hétszer vágott zászlója
Az Árpád-házi királyok címere
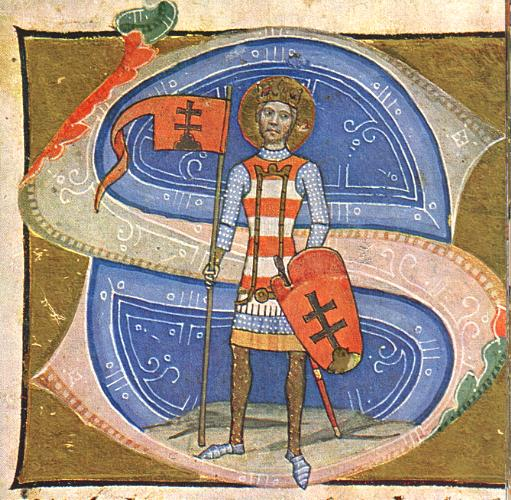
Szent István vörös-ezüst sávos hadiruhában pajzsán a királyi címerrel. Miniatúra a Képes krónikában (1358)
Kassa 1423-as címere
Kiscímer két félpajzsában az Árpádok jelei
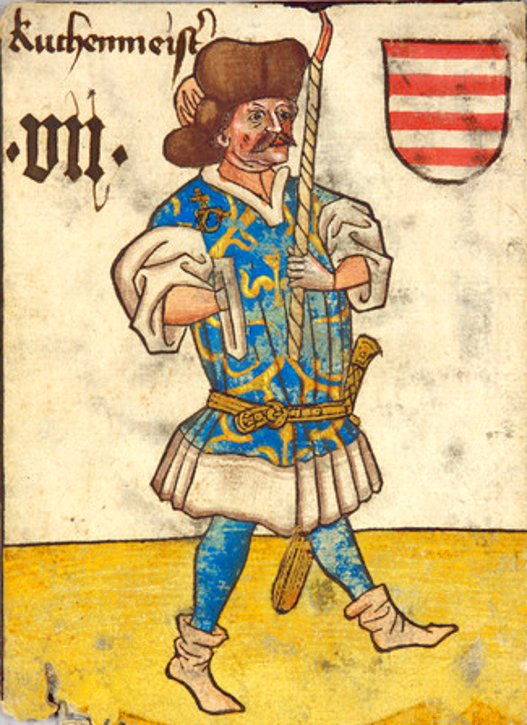
A Hofämterspiel (Bécsi Udvari Kártya) egyik magyar színű lapja (Felső-Rajnavidék vagy Ausztria, 1455 körül)
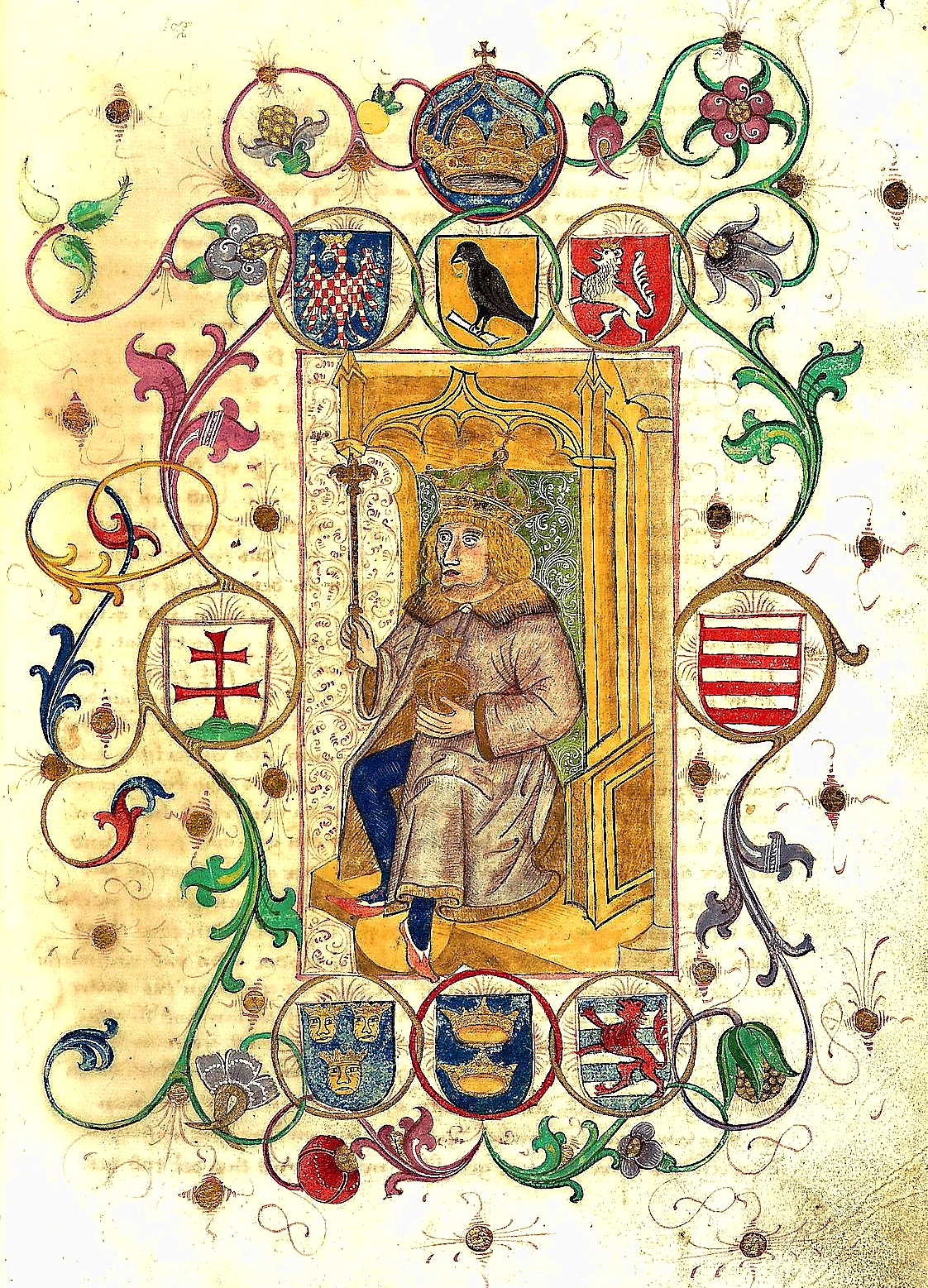
Thuróczy-krónika: Mátyás király két címermotívuma a kettős kereszt hármashalom és a hétszer vágott mező

- ]]i királyok zászlaja
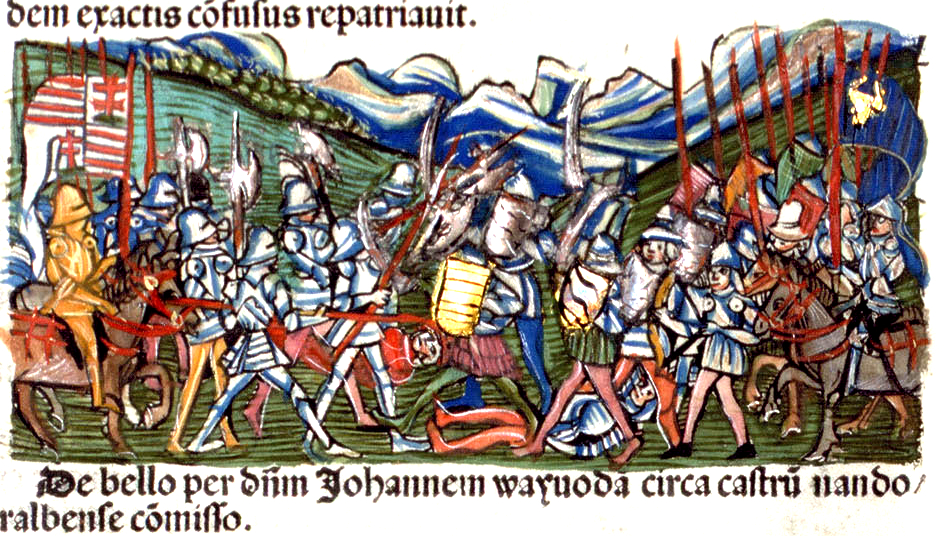
Hunyadi János harcol a törökökkel a Thuróczy-krónika egyik ábrázolásán árpádsávos zászló alatt
A Kossuth-címer

## Mai használata címerekben és zászlókban

Bakonytamási címere
Besztercebánya címere
Besztercebánya zászlaja
Budaörs címere
Budapest III. kerületének zászlaja
Budapest XIII. kerületének címere
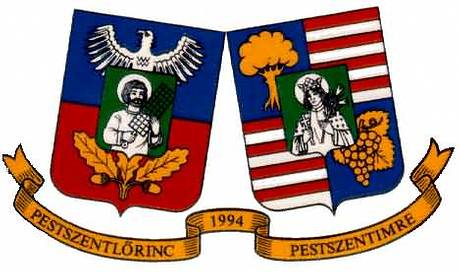
Budapest XVIII. kerületének címere
Dömös címere
Dubrovnik (Raguza) Nagy Lajostól kapta címerét a 14. században
Az Eperjesi kerület címere
Esztergom címere
Esztergom zászlaja
Győr címere
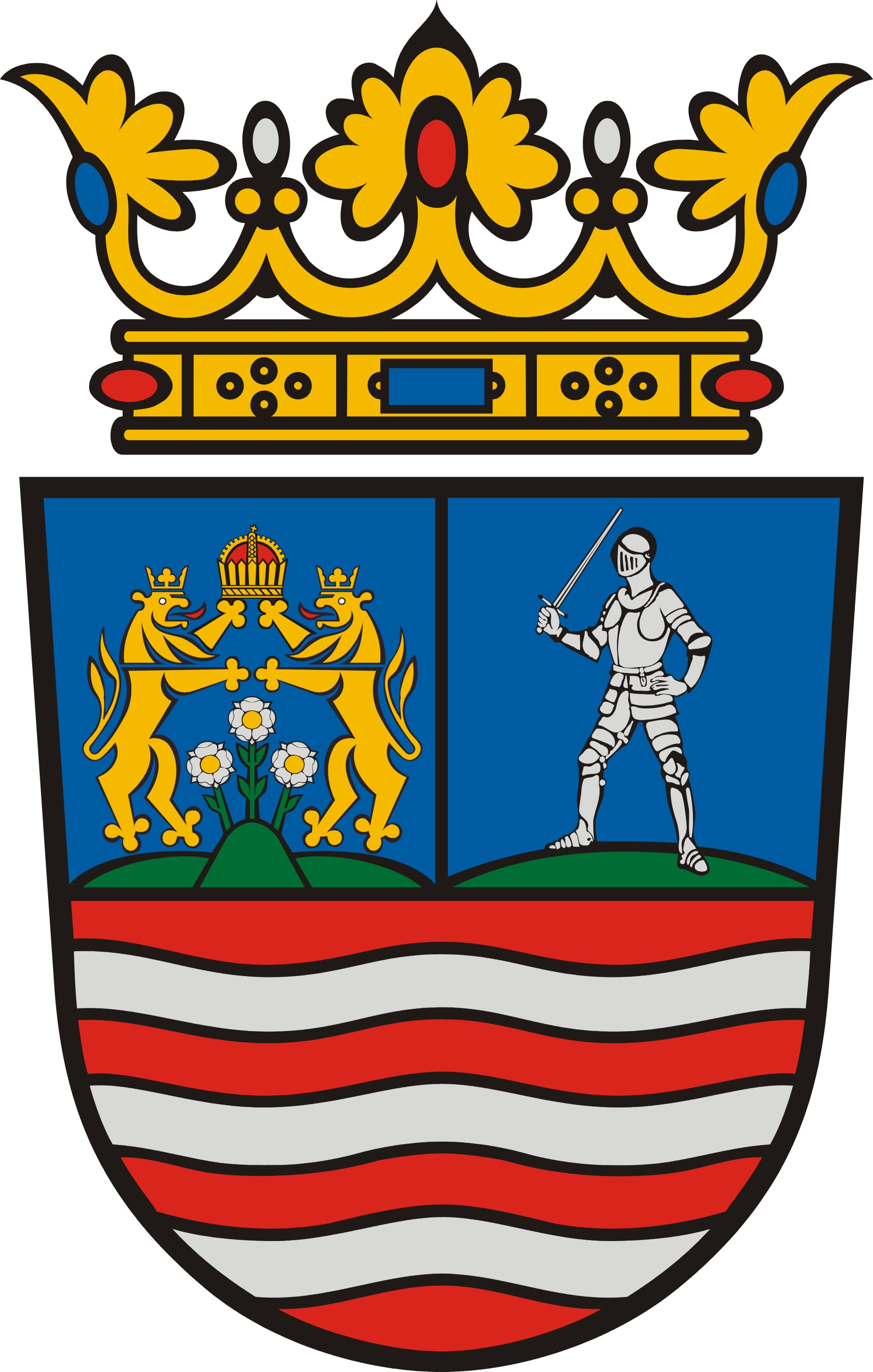
Győr-Moson-Sopron vármegye címere
A Kassai kerület címere
Magyarország címere
Maros megye címere
Tihany címere
Zirc címere

## Lásd még
- Magyar történelmi zászlósor
- Magyarország címere